# Mónica Bertagnolli
Mónica Bertagnolli (en inglés, Monica M. Bertagnolli) (nacida en 1959) es una oncóloga-cirujana estadounidense, decimoséptima directora de los Institutos Nacionales de Salud de los Estados Unidos (NIH). Anteriormente fue directora del Instituto Nacional del Cáncer (NCI).  Antes de ocupar sus cargos gubernamentales en el NIH y NCI, trabajó en el Brigham and Women's Hospital y en el Dana-Farber Cancer Institute. También fue profesora de cirugía Richard E. Wilson en Escuela de Medicina Harvard . 
Ha abogado por la inclusión de las comunidades rurales en los estudios clínicos y fue presidenta de la Alianza para Ensayos Clínicos en Oncología hasta su nombramiento para dirigir el NCI.  Bertagnolli es especialista en el tratamiento de tumores de enfermedades gastrointestinales y sarcomas de tejidos blandos.  Es expresidenta de la Sociedad Estadounidense de Oncología Clínica y fue incluida en la Academia Nacional de Medicina en 2021.  

## Primeros años y educación
Bertagnolli creció en un rancho de ganado en Wyoming. Sus padres eran inmigrantes vasco-franceses e italianos de primera generación.  Finalizó un grado BSE en ingeniería bioquímica por la Universidad de Princeton. Estudió medicina en la Facultad de Medicina de la Universidad de Utah y realizó su residencia quirúrgica en el Brigham and Women's Hospital. Obtuvo la certificación de la junta en 1993.

## Investigación sobre el cáncer
En 1994, Bertagnolli comenzó como cirujana asociada en el Strang Cancer Prevention Center y como cirujana adjunta en el NewYork-Presbyterian Hospital-Cornell. Se incorporó al cuerpo docente de la Harvard Medical School en 1999 y fue nombrada en el Dana-Farber Cancer Institute en 2000.  Bertagnolli está especializada en el tratamiento de tumores procedentes de enfermedades gastrointestinales y es experta en el tratamiento de sarcomas de tejidos blandos. Se convirtió en Jefa de Oncología Quirúrgica del Instituto Oncológico Dana-Farber en 2007, y fue la primera mujer en ocupar tal cargo.  El laboratorio de Bertagnolli en el Centro Oncológico Dana-Farber/Harvard estudia el papel de las mutaciones asociadas a poliposis adenomatosa del colon presentes en el cáncer colorrectal mediante estudios en animales y ensayos clínicos en humanos. >

### Publicaciones seleccionadas
Sus publicaciones incluyen:
- Molecular origins of cancer: Molecular basis of colorectal cancer[13]
- Cardiovascular risk associated with celecoxib in a clinical trial for colorectal adenoma prevention[14]
- Dissecting the multicellular ecosystem of metastatic melanoma by single-cell RNA-seq[15]

## Directora de los NIH
En mayo de 2023, el presidente Joe Biden nominó a Bertagnolli como directora de los Institutos Nacionales de Salud. La Dra. Bertagnolli fue confirmada por el Senado de los Estados Unidos el 7 de noviembre de 2023. Es la segunda mujer directora de los NIH.

## Premios y distinciones
Los premios y honores de Bertagnolli incluyen:
- 2011: Premio Partners in Excellence[9]
- 2015: Premio Charles H. Sanders de Ciencias de la Vida.[18]
- 2018: Es nombrada presidenta de la Sociedad Americana de Oncología Clínica[4]
- 2023: Es nominada entre las "personas a seguir" de la lista Nature's 10.[19]